# Borough de North Slope
Le borough de North Slope (North Slope Borough en anglais) est un borough de l'État d'Alaska aux États-Unis. Lors du recensement de 2010, sa population était de 9 430 habitants.

## Villes et localités
- Alpine
- Anaktuvuk Pass
- Atqasuk
- Deadhorse
- Kaktovik
- Nuiqsut
- Point Hope
- Point Lay
- Prudhoe Bay
- Sagwon
- Umiat
- Utqiagvik
- Wainwright

## Cours d'eau
- Canning
- Colville
  - Anaktuvuk
  - Chandler
  - Etivluk
  - Itkillik
- Ivishak
- Kongakut
- Kuk
- Kuparuk
  - Toolik
- Sagavanirktok

## Zone protégée
- Réserve nationale Noatak

## Démographie
| 1960  | 1970  | 1980  | 1990  | 2000  | 2010  |
| ----- | ----- | ----- | ----- | ----- | ----- |
| 2 133 | 2 663 | 4 199 | 5 979 | 7 385 | 9 430 |